# مایا کیوک
مایا کیوک (به انگلیسی: Maja Keuc) (زاده ۱۶ ژانویه ۱۹۹۲) خواننده اسلوونیایی است.
او در مسابقه آواز یوروویژن ۲۰۱۱ نماینده اسلوونی بود.